# Pinguini alla riscossa
Pinguini alla riscossa (Los Pintín Al Rescate) è un film d'animazione del 2000 diretto da Franco Bittolo. Ha come protagonista una famiglia di pinguini antropomorfi, e sono presenti altre specie animali sia antropomorfe che non come personaggi secondari, assieme ad alcuni umani come antagonisti.

## Trama
I Pintín, una famiglia di pinguini composta dal padre Bepo, la madre Ada ed i tre figli Luna primogenita teenager, Ito, secondogenito pestifero, e Uvi, ancora un uovo, si rilassano assieme ad altri pinguini sulle coste dell'Antartide quando, dal mare, una barca appare all'orizzonte e rapisce Luna. Il resto della famiglia accorre a salvarla, e scopre che a rapire Luna è stato lo scienziato pazzo Jorba Tarjat, che conduce esperimenti nella sua isola vulcanica privata e sperimenta su grotteschi corpi per metà umani e metà animali; oltre a Luna è stato rapito anche Guibor, un giovane ed affascinante pinguino che si interessa subito alla primogenita Pintìn. L'avventura porterà la giovane coppia a stringere amicizia con altri animali che tentano di evadere dall'isola di Tarjat: Tuco, un ibrido pipistrello/scimmia opera dello scienziato, Chubers, un cavallo ex-stella del cinema, ed una controversa coppia di un elefante ed un topo innamorati fra loro.